# Segunda División A 1988/89
De Segunda División A 1988/89 was het 58ste seizoen van het tweede niveau van het Spaans voetbalkampioenschap. Het ging van start op 4 september 1988 en eindigde op 25 juni 1989.

## Eindklassement
|     | Club                 | WG | W  | G  | V  | DV | DT | P  |                                                  |
| --- | -------------------- | -- | -- | -- | -- | -- | -- | -- | ------------------------------------------------ |
| 1º  | CD Castellón         | 38 | 21 | 9  | 8  | 49 | 29 | 51 | Promotie naar de Primera División                |
| 2ª  | Rayo Vallecano       | 38 | 19 | 11 | 8  | 61 | 36 | 49 | Promotie naar de Primera División                |
| 3º  | CD Tenerife          | 38 | 20 | 8  | 10 | 54 | 36 | 48 | Eindronde, met promotie naar de Primera División |
| 4º  | RCD Mallorca         | 38 | 21 | 6  | 11 | 51 | 26 | 48 | Eindronde, met promotie naar de Primera División |
| 5º  | Recreativo Huelva    | 38 | 16 | 10 | 12 | 46 | 36 | 42 |                                                  |
| 6º  | Racing Santander     | 38 | 17 | 8  | 13 | 56 | 43 | 42 |                                                  |
| 7º  | UD Salamanca         | 38 | 14 | 14 | 10 | 35 | 33 | 42 |                                                  |
| 8º  | Sestao Sport Club    | 38 | 14 | 13 | 11 | 39 | 32 | 41 |                                                  |
| 9º  | UE Figueres          | 38 | 16 | 9  | 13 | 52 | 50 | 41 |                                                  |
| 10º | Deportivo La Coruña  | 38 | 16 | 8  | 14 | 43 | 35 | 40 |                                                  |
| 11º | UD Las Palmas        | 38 | 15 | 10 | 13 | 53 | 53 | 40 |                                                  |
| 12º | Xerez CD             | 38 | 13 | 14 | 11 | 40 | 38 | 40 |                                                  |
| 13º | CE Sabadell          | 38 | 15 | 9  | 14 | 49 | 43 | 39 |                                                  |
| 14º | Real Burgos CF       | 38 | 9  | 18 | 11 | 27 | 34 | 36 |                                                  |
| 15º | Real Madrid Castilla | 38 | 13 | 10 | 15 | 50 | 59 | 36 |                                                  |
| 16º | SD Eibar             | 38 | 8  | 18 | 12 | 36 | 42 | 34 |                                                  |
| 17º | FC Barcelona Atlètic | 38 | 8  | 12 | 18 | 42 | 58 | 28 | Degradatie naar de Segunda División B            |
| 18º | UD Alzira            | 38 | 9  | 8  | 21 | 29 | 58 | 26 | Degradatie naar de Segunda División B            |
| 19º | UE Lleida            | 38 | 8  | 10 | 20 | 29 | 43 | 26 | Degradatie naar de Segunda División B            |
| 20º | CFJ Mollerussa       | 38 | 3  | 5  | 30 | 19 | 75 | 11 | Degradatie naar de Segunda División B            |

## Play-offs
De uitkomst van de play-offs kon maximaal leiden tot twee extra stijgers naar het hoogste niveau van het Spaans voetbal.  In een eerste duel nam de zeventiende uit de hoogste reeks het op tegen de vierde uit de tweede reeks en in een tweede duel nam de achttiende uit de hoogste reeks het op tegen de derde uit de tweede reeks. Een duel bestond uit één ronde met heen- en terugwedstrijd.

### Heenwedstrijden
- RCD Espanyol - RCD Mallorca 1-0
- CD Tenerife - Real Betis 4-0

### Terugwedstrijden
- RCD Mallorca - RCD Espanyol 2-0 (na verlengingen)
- Real Betis -CD Tenerife 1-0

## Topscorers
23 goals
- Quique Estebaranz (Real Betis)

21 goals
- Pepe Mel (CD Castellón)

20 goals
- Jesús Rosagro Sánchez (Real Madrid Castilla)

1929 · 1929/30 · 1930/31 · 1931/32 · 1932/33 · 1933/34 · 1934/35 · 1935/36 · 1936/37 · 1937/38 · 1938/39 · 1939/40 · 1940/41 · 1941/42 · 1942/43 · 1943/44 · 1944/45 · 1945/46 · 1946/47 · 1947/48 · 1948/49 · 1949/50 · 1950/51 · 1951/52 · 1952/53 · 1953/54 · 1954/55 · 1955/56 · 1956/57 · 1957/58 · 1958/59 · 1959/60 · 1960/61 · 1961/62 · 1962/63 · 1963/64 · 1964/65 · 1965/66 · 1966/67 · 1967/68 · 1968/69 · 1969/70 · 1970/71 · 1971/72 · 1972/73 · 1973/74 · 1974/75 · 1975/76 · 1976/77 · 1977/78 · 1978/79 · 1979/80 · 1980/81 · 1981/82 · 1982/83 · 1983/84 · 1984/85 · 1985/86 · 1986/87 · 1987/88 · 1988/89 · 1989/90 · 1990/91 · 1991/92 · 1992/93 · 1993/94 · 1994/95 · 1995/96 · 1996/97 · 1997/98 · 1998/99 · 1999/00 · 2000/01 · 2001/02 · 2002/03 · 2003/04 · 2004/05 · 2005/06 · 2006/07 · 2007/08 · 2008/09 · 2009/10 · 2010/11 · 2011/12 · 2012/13 · 2013/14 · 2014/15 · 2015/16 · 2016/17 · 2017/18 · 2018/19 · 2019/20 · 2020/21 · 2021/22 · 2022/23 · 2023/24 · 2024/25